# Jan Daniluk
Jan Daniluk (* 1984 in Gdynia) ist ein polnischer Historiker und Publizist. Er ist Bevollmächtigter für Geschichte und Kulturerbe des Hewelianums auf dem Danziger Hagelsberg.

## Leben und Werk
Daniluk ist promovierter Historiker und Absolvent der Universität Danzig. Im Jahr 2010 erhielt er ein Stipendium des Herder-Instituts in Marburg. Anschließend absolvierte er Forschungsaufenthalte in Freiburg im Breisgau, München, Berlin und Potsdam. Daniluk war wissenschaftlich für die Universität Danzig, das Museum von Sopot (Zoppot), das Weltkriegsmuseum in Danzig und die Danziger Abteilung des Instituts für Nationales Gedenken (IPN) tätig. Er forscht zur Geschichte der Städte Danzig und Sopot im 19. und 20. Jahrhundert. Ein Schwerpunkt seiner Arbeiten ist der Zweite Weltkrieg mit Themen im Zusammenhang mit SS, SA und Soldaten in deutscher Kriegsgefangenschaft.
Daniluk ist verheiratet und Vater von drei Töchtern.

## Schriften (Auswahl)
Bücher:
- mit Jarosław Wasielewski: Dolny Wrzeszcz i Zaspa. Wydawnictwo Oskar, Gdańsk 2012, ISBN 978-85-63709-01-3.
- SS w Gdańsku. Wybrane zagadnienia. Instytut Pamięci Narodowej, Gdańsk 2013, ISBN 978-83-7629-398-1.
- mit Jarosław Wasielewski: Wrzeszcz na dawnej pocztówce. Spacer pierwszy. 2. Auflage. Wydawnictwo Oskar, Gdańsk 2016, ISBN 978-83-63709-68-6.
- mit Karolina Babicz-Kaczmarek: Kasyno w Sopocie (1919–1944) = Casino in Sopot (1919–1944). Muzeum Sopotu, Sopot 2018, ISBN 978-83-61385-09-7.
- „Miasta skoszarowane“ Gdańsk i Sopot jako garnizon Wehrmachtu w latach 1939–1945. Muzeum Gdańska, Gdańsk 2019, ISBN 978-83-61077-98-5.
- mit Mariusz Wieniecki: Stalag XXI B/H Thure. Jeńcy wojenni w Turze w latach II wojny światowej = Stalag XXI B/H Thure. Prisoners of war in Tur during World War II. Polsko-Amerykańska Fundacja Upamiętnienia Obozów Jenieckich w Szubinie, Szubin 2020, ISBN 978-83-958269-0-0.
- Dom Zdrojowy. Kurort Brzeźno 1893–2021. Gdańsk 2021, ISBN 978-83-953303-5-3.
- Góra Gradowa – krótka historia. Gdańsk 2020, ISBN 978-83-953303-2-2.
- Dzieje Fortu. Spacerownik. Gdańsk 2021, ISBN 978-83-953303-3-9.
  - The Fort history. A walking guidebook. Gdańsk 2021.
- Dwudziestolecie pomiędzy. Miniatury o Wolnym Mieście Gdańsku (1920–1939). Gdańsk 2022, ISBN 978-83-7528-208-5.

Aufsätze:
- Aspekte zur Ansiedlung von Volksdeutschen im Reichsgau Danzig-Westpreußen. In: P. Madajczyk, P. Popieliński (Hrsg.): Social Engineering. Zwischen totalitärer Utopie und „Piecemeal-Pragmatismus“. Warszawa 2014, ISBN 978-83-64091-29-2, S. 141–161.
- „Kasernierter Kurort“. Zoppot während des Zweiten Weltkriegs (ausgewählte Probleme). In: Olga Kurilo (Hrsg.): Kurort als Tat- und Zufluchtsort. Konkurrierende Erinnerungen im mittel- und osteuropäischen Raum im 19. und 20. Jahrhundert. Berlin 2014, ISBN 978-3-86938-054-4, S. 121–133.
- Danzig, Fiume und Memel – Konzepte der freien Städte nach dem Ersten Weltkrieg, das Prinzip der Selbstbestimmung und der Schutz der ethnischen Minderheiten. In: Historie. Jahrbuch des Zentrums für Historische Forschung Berlin der Polnischen Akademie der Wissenschaften. Band 13. 2020. ISSN 1865-5548, S. 92–114.